# Nossa Senhora do Rosário de Enseada de Brito
Nossa Senhora do Rosário de Enseada de Brito era o nome original da atual localidade de Enseada de Brito, no municipio de Palhoça, no Brasil. Foi uma das três primeiras freguesias criadas no estado de Santa Catarina, em 1750, juntamente com as freguesias da Lagoa da Conceição (1750), na Ilha de Santa Catarina e São Miguel da Terra Firme (1750).